# Nexstar Media Group
Nexstar Media Group, Inc. — американська публічна медіакомпанія зі штаб-квартирою в Ірвінгу, штат Техас; центр Мангеттена; Чикаго, Іллінойс. Компанія є найбільшим власником телевізійних станцій у Сполучених Штатах, що володіє 197 телевізійними станціями по всій території США, більшість із яких є філіями чотирьох «головних» телевізійних мереж США та MyNetworkTV. Також управляє всіма станціями, що належать дочірнім компаніям, таким як Mission Broadcasting і Vaughan Media, згідно з місцевими маркетинговими угодами, а також керує основною телевізійною мережею The CW через 75% мажоритарного пакету акцій, дві наземні телевізійні мережі, що транслюють класичні шоу, Antenna TV і Rewind TV, і має повну або часткову частку в трьох платних телевізійних мережах (кабельні новини та розважальна мережа NewsNation і харчові та кулінарні мережі Food Network і Cooking Channel, останні дві через 31% акцій Television Food Metwork G.P.).